# Synagoge (Ożarów)

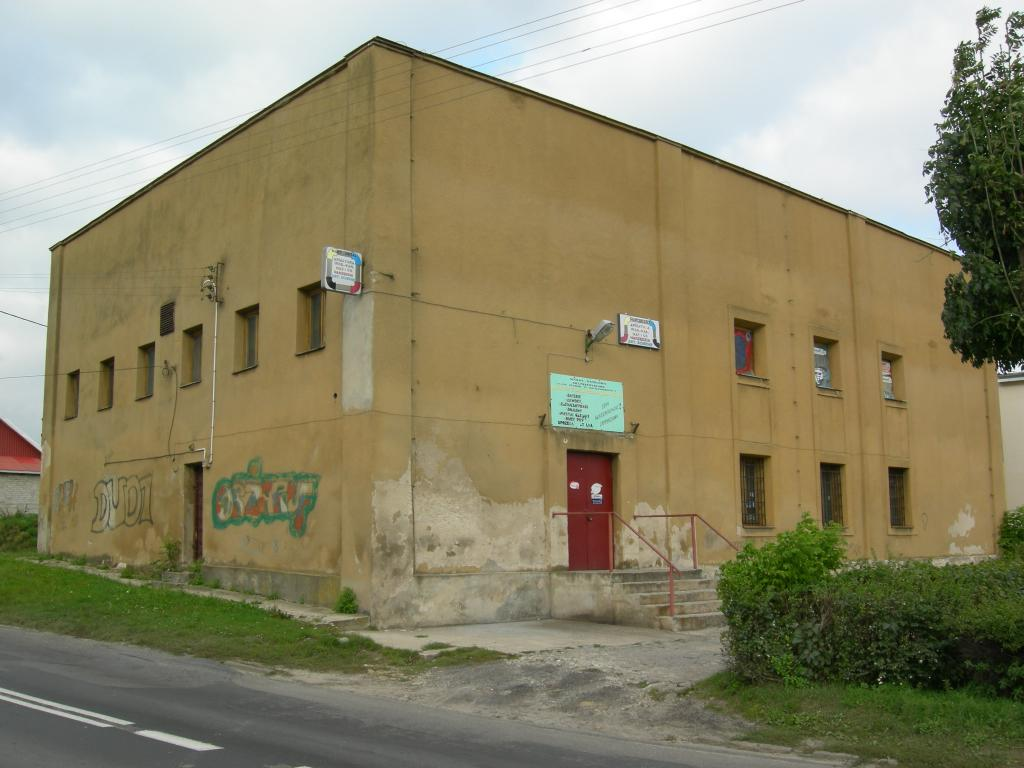
Synagoge Ożarów, Zustand im Jahr 2007

Die Synagoge in Ożarów, einer Stadt in der polnischen Woiwodschaft Heiligkreuz, wurde gegen Ende des 18. Jahrhunderts erbaut. Während des Zweiten Weltkrieges wurde die Synagoge von den deutschen Besatzern verwüstet. Nach dem Krieg wurde das Gebäude zu einem Kino umgebaut und verlor dabei seine Merkmale der Synagogenarchitektur. Das ursprüngliche Dach wurde durch ein Flachdach ersetzt, einige Fenster wurden umgebaut und neue eingesetzt, das Eingangsportal wurde entfernt, und der Innenraum wurde umfassend umgebaut. Momentan enthält der Backsteinbau ein Lager und ein Geschäft. Architektonisch sind nur die Gliederung der Fassade mit Lisenen und einige halbrunde Fenster in der Giebelwand erhalten geblieben.
Es ist geplant, dass die Gemeinde Ożarów das Grundstück mit der Synagoge an die Jüdische Kultusgemeinde in Kattowitz übertragen soll.